# Roman Maciuszkiewicz
Roman Mieczysław Maciuszkiewicz (ur. 1955 w Katowicach) – polski malarz
Ukończył Akademię Sztuk Pięknych w Krakowie, Wydział Grafiki w Katowicach w 1980 r. Zorganizował 40 wystaw indywidualnych, brał  udział w ok. 100 pokazach zbiorowych, na których otrzymał kilkanaście nagród i wyróżnień. Zajmuje się głównie malarstwem, od pewnego czasu realizując prezentacje indywidualne konstruuje je tematycznie; ważniejsze to: Metropolis, Fabryka snów, Imaginacje, Symetria, Nocą, Tam… zamykając prace w cykle, które wzajemnie się uzupełniają, przenikają i są pretekstem do rozwijania kolejnych tematów. 
W latach 90. krótko zajmował się performance i obiektami sztuki, współpracując z grupą „ 4” (M. Kamieński, R. Kalarus, L. Jaszczuk). Obok praktyki artystycznej i dydaktycznej w kręgu jego zainteresowań jest teoria sztuki. W latach 1993 – 2001 współredagował pismo kulturalne „Opcje”, publikując zarówno w nim, jak i w kilku innych periodykach o zasięgu ogólnopolskim („Exit – Nowa Sztuka w Polsce”) jak i regionalnym („Śląsk”) liczne teksty o sztuce – dotyczące jej historii i współczesności. W 2010 roku opublikował w Wydawnictwie UŚ zbiór esejów zatytułowany Obrazy. Intuicje. Imaginacje.
W dorobku artystycznym ma także teksty literackie, głównie opowiadania, publikowane w ogólnopolskich pismach literackich („Fraza”, „Dekada Literacka”, „FA-art”, „Akant”) oraz słuchowiska radiowe. Jedno z nich – Sześć dni tygodnia – będące swoistym przewodnikiem po najważniejszych „-izmach” sztuki XX w. – zostało zrealizowane w katowickiej Rozgłośni Polskiego Radia i uzyskało nominację do finału w II Krajowym Festiwalu Teatru Polskiego Radia i TV Sopot 2002 r.
Radio Katowice wyemitowało kilka audycji z jego udziałem, prezentując twórczość plastyczną oraz prozatorską, TVP Katowice dwa filmy. W 2006 r. zrealizował scenografię do Makbeta Williama Szekspira dla Teatru im. St. Wyspiańskiego w Katowicach, za którą otrzymał doroczną nagrodę „Złota Maska” (wspólnie z reżyserem spektaklu). W przedstawieniu – obok zaprojektowanych elementów – zostały wykorzystane obrazy malarskie z różnych etapów twórczości, niektóre przetworzone komputerowo, animowane i multiplikowane.
W latach 2002 – 2009 wykładał w ASP w Katowicach. Obecnie pracuje w Instytucie Sztuki na Wydziale Artystycznym Uniwersytetu Śląskiego na stanowisku profesora.